# عمارة الإحياء الاستعمارية الإسبانية

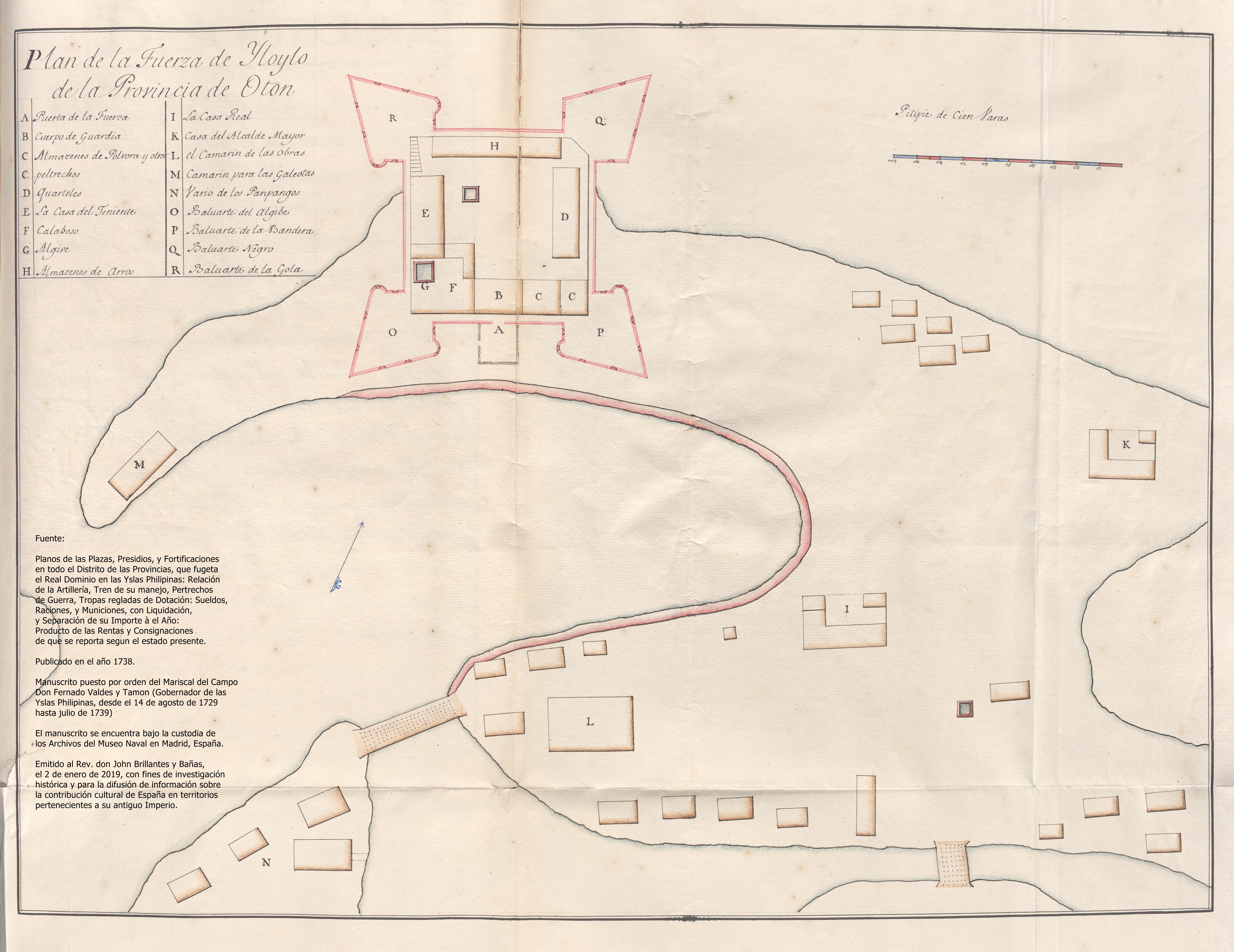
خطة تحصين مدينة إيلويلو حوالي عام 1738.

يُعد أسلوب الإحياء الاستعماري الإسباني طرازًا معماريًا نشأ في أوائل القرن العشرين بالاعتماد على العمارة الاستعمارية الإسبانية الخاصة بالاستعمار الإسباني في الأمريكيتين.
سلط معرض بنما، كاليفورنيا الذي أُقيم عام 1915 في سان دييغو، على أعمال المعماري برترام غودهو، مما أعطى فرصة للتعرف على الأسلوب الوطني. احتُضن الأسلوب بشكل أساسي في كاليفورنيا وفلوريدا، وبلغت حركة الإحياء الاستعمارية الإسبانية أوج شعبيتها بين عامي 1915 و1931.
في المكسيك، ارتبط الإحياء الاستعماري الإسباني في العمارة بالحركة القومية في الفنون، بتشجيع من حكومة ما بعد ثورة المكسيك. تأثر الأسلوب المكسيكي في المقام الأول بالعمارة الباروكية للمنطقة الوسطى في إسبانيا الجديدة، على عكس الأسلوب الأمريكي الذي تأثر بالبعثات الشمالية لإسبانيا الجديدة. شهد التأويل الأمريكي في وقت لاحق، شعبية في المكسيك وأُطلق عليه محليًا اسم كاليفورنيانو كولونيال.
ينحدر تصميم المنازل المتطابقة للمناطق السكنية في جنوب كاليفورنيا وفلوريدا من الفترة المبكرة للحركة. كانت ألواح الصلصال وجدران الجص هي التصميم القياسي للأبنية الجديدة في هذه المناطق منذ سبعينيات القرن العشرين وحتى اليوم.

## تطور الأسلوب

### الإحياء في البحر الأبيض المتوسط
يمكن إرجاع جذور أسلوب الإحياء الاستعماري الإسباني في الولايات المتحدة إلى أسلوب الإحياء المتوسطي المعماري. صمم ثلاثة معماريين من الشمال الشرقي، هم جون كارير وتوماس هاستينغز من شركة كارير وهاستينغز من سكان نيويورك، وفرانكلين دبليو. سميث من بوسطن، ثلاثة فنادق كبيرة تعج بالتفاصيل في سانت أغسطين، فلوريدا (وهي مستعمرة اسبانية سابقة) بأسلوبي الإحياء المتوسطي والإحياء الإسباني في ثمانينيات القرن التاسع عشر. مع ظهور فندق بونسي دي ليون (كارير وهاستينغز، 1882) وفندق القصر (كارير وهاستينغز، 1887) وفندق كاسا مونيكا (لاحقًا فندق قرطبة) (فرانكلين دبليو. سميث، 1888)، بدأ الآلاف من الزوار في فصل الشتاء بالقدوم إلى «الولاية المشرقة» لتجربة السحر والرومانسية المأخوذتين عن العمارة الإسبانية. إلى جانب تأثر هذه الفنادق الثلاثة بالمباني القديمة التي يبلغ عمرها قرونًا من الزمن والتي يرجع تاريخها إلى الحكم الإسباني في سانت أوغسطين، تأثرت أيضًا بمجلس المدينة القديم الذي بُني عام 1873 وما يزال إلى يومنا هذا شاهدًا على عمارة الإحياء الاستعمارية الإسبانية.

### إحياء البعثات
لفتت إمكانيات الأسلوب الإحيائي الإسباني الاستعماري المعماريين الذين حضروا معارض الفترة المتأخرة من القرن التاسع عشر والفترة المبكرة من القرن العشرين، فقد كان كل من سرداق كاليفورنيا ذو الأسلوب الإحيائي التبشيري الذي استخدم الجص الأبيض في المعرض العالمي الكولومبي الذي أُقيم في شيكاغو عام 1893، والميشن إن جنبًا إلى جنب مع البرج الكهربائي من معرض الرؤية الشاملة الأمريكي الذي أُقيم في بوفالو عام 1900، مثالًا قدم إمكانيات أسلوب الإحياء الاستعماري الإسباني. دمجوا أيضًا البورتيكو (المدخل الغائر) والقوصرة والكولانيد التي تأثرت جميعها بعمارة الفنون الجميلة كذلك.

### فلوريدا
بدأ المعماريون في ولاية فلوريدا خلال السنوات الأولى من القرن العشرين، العمل بالأسلوب الإحيائي الاستعماري الإسباني. يُعد بنك المزارعين الذي صممه فريدريد إتش. تريمبل في شاطئ فيرو والذي اكتمل بناؤه عام 1914، مثالًا كاملًا عن الأسلوب. تبنت مدينة سانت كلود، فلوريدا الأسلوب في كل من المنازل والهياكل التجارية، وامتلكت مجموعة رائعة من الأبنية المذهلة المبنية من الجص المتقن التي تذكرنا بالأسلوب الاستعماري المكسيكي. صُمم العديد منها من قبل المعماريتين الشريكتين إيدا آنا ريانو إيزابيل روبيرتس. هناك أمثلة مهمة آخر على شعبية الأسلوب الإحيائي الاستعماري الإسباني يمكن رؤيتها في عمارة كورال غيبلز في فلوريدا، وهي مدينة مخطة تأسست في عشرينيات القرن العشرين وتشمل بشكل بارز على الأسلوب.

### كاليفورنيا
كانت كاليفورنيا هي الموقع الرئيسي للتصميم والإنشاء باستخدام الأسلوب الإحيائي الاستعماري الإسباني، وخاصة في المدن الساحلية. كان معرض بنما- كاليفورنيا في سان دييغو عام 1915، والمعماريان برترام غودهو وكارلتون وينسلو، السبب وراء شهرة الأسلوب في الولاية والبلاد. وتُعد ساحة كاليفورنيا أفضل مثال على الأسلوب، والتي بُنيت لتكون مدخلًا كبيرًا للمعرض. استخدمت المعمارية ليلان جانيت رايس الأسلوب في أوائل عشرينيات القرن العشرين، في تطوير بلدة رانشو سانتا فيه، في مقاطعة سان دييغو. اعتُمد الأسلوب في مدينة سانتا باربرا لإعطائها طابعًا إسبانيًا موحدًا بعد التدمير الكبير الذي تعرضت له إثر زلزال سانتا باربرا الذي ضرب المدينة في عام 1925. صمم ويليام مووسر الثالث دار العدل في المقاطعة وهو مثال أساسي على الأسلوب، وفضل أولي هانسون مقاول العقارات أسلوب الإحياء الاستعماري الإسباني في تأسيسه وتطويره لسان كليمنت، كاليفورنيا في عام 1928. تُعد قاعة مدينة باسادينا لجون باكويل الأصغر، وآرثر براون الأصغر ووقاعة مدينة سونوما ومجلس مدينة هارلي هيلز لهاري جي. كويرنر وويليام جاي. غايغ، أمثلة مهمة أخرى على الأسلوب في كاليفورنيا. شيد المعماري روبرت إتش. سبورغيون بين عامي 1922 و1931، 32 منزلًا بأسلوب الإحياء الاستعماري الإسباني في ريفرسايد، حُفظ الكثير منهم.

### مكسيكو
ينحدر الإحياء الاستعماري الإسباني في المكسيك من الأسلوب الذي طُور في الولايات المتحدة. بعد الثورة المكسيكية، كانت هناك موجة من القومية التي أكدت على الثقافة الوطنية، في مجالات عديدة منها العمارة. نشأ الأسلوب الاستعماري الجديد كرد على الانتقائية الأوروبية (كانت مفضلة خلال فترة البورفيرياتو). كتب المعماري فيديريكو إي. مارسيكال كتاب الوطن والعمارة الوطنية عام 1915، والذي كان عنصرًا مؤثرًا في الدعوة إلى عمارة إسبانيا الجديدة باعتبارها جزءًا لا يتجزأ من الهوية الوطنية. قُدمت إعفاءات ضريبية خلال عهد الرئيس فينوستيانو كارانسا (حكم البلاد بين 1917و 1920)، لأولئك الذين بنوا المنازل بأسلوب المستعمرين. بدأت في أوائل العشرينيات من القرن العشرين، موجة لبناء المنازل باستخدام العناصر البلاترسكية مثل الغروتيسك والصهوات.
روج وزير التعليم خوسيه فاسكونسيلوس (الذي شكل الفلسفة الثقافية لحكومة ما بعد الثورة)، بحماس للعمارة الاستعمارية الجديدة. دُمجت المواد التقليدية مثل بلاطات التيسونتلي والكانتيرا والتالافيرا في المباني الاستعمارية الجديدة.
تغير القصر الوطني في الحقبة الاستعمارية بشكل كبير بين عامي 1926 و1929، إذ أُضيف طابق ثالث وأُجريت تعديلات على الواجهة بطريقة تتوافق مع الأسلوب الأصلي، وبالمثل، أُعيد تشكيل مبنى حكومة مدينة مكسيكو الاستعماري في عشرينيات القرن العشرين، وبُني مبنى مجاور بالأسلوب الاستعماري الجديد في أربعينيات القرن العشرين.